# Кэр, Джордин
Джо́рдин Кэр (англ. Jordin Kare; 24 октября 1956, Итака, Нью-Йорк — 19 июля 2017) — американский физик и инженер, известный своими исследованиями в области лазерных двигателей.

## Биография
Получил степень бакалавра наук в областях электротехники и физики в MIT в 1978 и степень доктора философии в области астрофизики в Калифорнийском университете в Беркли в 1984.
Джордин Кэр — брат Сьюзен Кэр, дизайнера шрифтов и значков интерфейса оригинального Apple Macintosh.

## Карьера
Кэр много лет работал в Ливерморской национальной лаборатории (LLNL). В 1996 году он покинул LLNL и после недолгой работы на небольшую компанию, создававшую спутниковую РЛС, в 1997 году стал независимым консультантом по разработке космических систем и открыл свою собственную компанию.
Получил грант от NASA Institute for Advanced Concepts на изучение запуска объектов на небольшие расстояния с использованием относительно маломощных лазеров.

## Филк и научная фантастика
Кэр также известен как любитель научной фантастики и филкер. Он регулярно участвовал в НФ-конвентах с 1975 года. Он был редактором The Westerfilk Collection: Songs of Fantasy and Science Fiction, важного филк-песенника и соучредителем Off Centaur Publications, первого коммерческого лейбла, специализирующегося на песенниках и записях филк-музыки.
Выпустил два альбома со своими песнями: Fire in the Sky (1991, распространялся Wail Songs) и Parody Violation: Jordin Kare Straight and Twisted (2000)
5 из его песен были 7 раз номинированы на Pegasus Award.